# Vilmo Gibello
Pour les articles homonymes, voir Gibello.
Vilmo Gibello, né le 23 novembre 1916 en Italie et mort le 17 septembre 2013, est un artiste peintre italien.

## Biographie
Il expose à partir de 1946 à Rome, ainsi qu'à Paris et Londres. Dans la tradition expressionniste, sa peinture est morbide.  Il a appris à Roger Shantz la dorure et l'encadrement.

## Expositions
- Rome[1]
- Paris[1]
- 1952 : Londres, Hanover Gallery[3]
- 1973 : Vienne, Galerie Wittmann[4]